# Santa Maria Addolorata a Piazza Buenos Aires
Santa Maria Addolorata a Piazza Buenos Aires är en kyrkobyggnad och titelkyrka i Rom, helgad åt den smärtofyllda Jungfru Maria. Kyrkan är belägen vid Piazza Buenos Aires i Quartiere Trieste och tillhör församlingen Santa Maria della Mercede e Sant'Adriano.
Santa Maria Addolorata a Piazza Buenos Aires är Argentinas nationskyrka i Rom.

## Historia
Kyrkan uppfördes åren 1910–1930 i nyromansk stil efter ritningar av arkitekten Giuseppe Astorri och konsekrerades den 1 november 1930.
Fasaden har en mosaik med Guds Lamm och de fyra evangelistsymbolerna samt tolv får, vilka representerar de tolv apostlarna. Absidens monumentalmosaik Pietà är ett verk av Giovanni Battista Conti. I ett sidokapell vördas Vår Fru av Luján, Argentinas skyddspatron.

## Titelkyrka
Kyrkan stiftades som titelkyrka med titeln Beata Maria Vergine Addolorata a Piazza Buenos Aires av påve Paulus VI år 1967.
Kardinalpräster
- Nicolás Fasolino: 1967–1969
- Raúl Francisco Primatesta: 1973–2006
- Estanislao Esteban Karlic: 2007–2025